# كريستين ليشنير
كريستين ليشنير (بالألمانية: Christine Lechner)‏ (و. 1960  م) هي مهندسة معمارية نمساوية، ولدت في سالزبورغ.